# José María Belauste
José María Belauste, född 3 september 1899 i Bilbao, död 4 september 1964 i Mexico City, var en spansk fotbollsspelare.
Belauste blev olympisk silvermedaljör i fotboll vid sommarspelen 1920 i Antwerpen.